# Warriors Bologna 2010
I Warriors Bologna hanno disputato la Italian Football League 2010, classificandosi ottavi (penultimo posto) nel Girone Unico. La stagione è stata resa difficile da diversi fattori: una preparazione tardiva, problemi con il terzo americano e numerosi infortuni hanno inficiato la resa dei Guerrieri, che hanno iniziato a produrre punti solo nelle ultime partite della stagione regolare.
La squadra è stata guidata dal tecnico statunitense John Knight, che ha avuto Vincent Vinny Argondizzo come vice, e Giorgio Longhi come allenatore della difesa.
Sono stati ingaggiati nuovi giocatori statunitensi: Vincent Esposito (#7, quarterback) e Jason Haller (#3, runningback) hanno disputato regolarmente la stagione; per quanto riguarda il doppio-ruolo di wide receiver/defensive back, c'è stata una rotazione di giocatori a causa di problemi personali: Alfonso Jackson è stato sostituito da Lance Burns, che ha dovuto lasciare la squadra dopo le prime tre giornate, sostituito a sua volta da Frank Duong (#9).

## Girone
I Guerrieri sono stati inseriti nel girone unico della Italian Football League.
| Girone Unico       |
| Dolphins Ancona    |
| Elephants Catania  |
| Giants Bolzano     |
| Hogs Reggio Emilia |
| Lions Bergamo      |
| Marines Lazio      |
| Panthers Parma     |
| Rhinos Milano      |
| Warriors Bologna   |

## Stagione regolare
I Guerrieri hanno disputato un girone all'italiana con sola andata, affrontando una volta tutte le altre squadre del girone, per un totale di 8 incontri (4 in casa e 4 in trasferta).
| Bologna 20 marzo 2010, ore 21:00 2ª giornata | Warriors Bologna | 33 – 40 | Hogs Reggio Emilia | Alfheim Field – Centro sportivo "Giorgio Bernardi" |

| Bolzano 27 marzo 2010, ore 20:00 3ª giornata | Giants Bolzano | 35 – 21 | Warriors Bologna | Stadio Europa |

| Bologna 10 aprile 2010, ore 12:30 4ª giornata | Warriors Bologna | 34 – 41 | Elephants Catania | Alfheim Field – Centro sportivo "Giorgio Bernardi" |

| Bologna 17 aprile 2010, ore 21:00 5ª giornata | Warriors Bologna | 27 – 42 | Rhinos Milano | Alfheim Field – Centro sportivo "Giorgio Bernardi" |

| Parma 25 aprile 2010, ore 15:00 6ª giornata | Panthers Parma | 42 – 26 | Warriors Bologna | Stadio XXV Aprile |

| Osio Sotto 9 maggio 2010, ore 15:00 8ª giornata | Lions Bergamo | 38 – 33 | Warriors Bologna | Stadio Comunale |

| Ancona 15 maggio 2010, ore 21:00 9ª giornata | Dolphins Ancona | 13 – 31 | Warriors Bologna | Stadio Giuliani |

| Bologna 29 maggio 2010, ore 21:00 11ª giornata | Warriors Bologna | 42 – 14 | Marines Lazio | Alfheim Field – Centro sportivo "Giorgio Bernardi" |

## Classifica
I Guerrieri hanno chiuso la stagione regolare con un record di 2 partite vinte e 6 perse, piazzandosi all'ottavo (penultimo) posto del girone unico e fallendo così l'accesso ai play-off.
| Classifica Girone Unico |    |   |   |     |     |      |           |
| Team                    | PG | W | L | PF  | PS  | DP   | Millesimi |
| Panthers Parma          | 8  | 7 | 1 | 340 | 229 | 111  | 875       |
| Elephants Catania       | 8  | 7 | 1 | 405 | 328 | 77   | 875       |
| Lions Bergamo           | 8  | 5 | 3 | 270 | 277 | -7   | 675       |
| Giants Bolzano          | 8  | 5 | 3 | 266 | 359 | -93  | 675       |
| Rhinos Milano           | 8  | 4 | 4 | 234 | 199 | 35   | 500       |
| Hogs Reggio Emilia      | 8  | 3 | 5 | 343 | 274 | 69   | 375       |
| Marines Lazio           | 8  | 3 | 5 | 284 | 349 | -65  | 333       |
| Warriors Bologna        | 8  | 2 | 6 | 247 | 265 | -18  | 250       |
| Dolphins Ancona         | 8  | 0 | 8 | 205 | 359 | -154 | 0         |

## Statistiche

### Squadra
| Stagione | regular season | regular season | regular season | regular season | regular season | regular season | playoff | playoff | playoff | playoff | playoff | playoff   | playoff    |
|          | Vin            | Par            | Per            | Tot            | PF             | PS             | Vin     | Per     | Tot     | PF      | PS      | risultato | avversaria |
| -------- | -------------- | -------------- | -------------- | -------------- | -------------- | -------------- | ------- | ------- | ------- | ------- | ------- | --------- | ---------- |
| 2010     | 2              | 0              | 6              | 8              | 245            | 265            | –       | –       | –       | –       | –       | –         | –          |

I Guerrieri hanno chiuso la stagione senior 2010 con un record complessivo di 2 vittorie e 6 sconfitte.
Nella stagione regolare, hanno ottenuto un record di 2 partite vinte e 6 perse, il settimo (terz'ultimo) attacco e la terza difesa della divisione per punti fatti e subiti, rispettivamente 247 (30,9 la media per partita) e 265 (33,1).

## Squadra

### Giocatori Usa
Sono stati ingaggiati nuovi giocatori statunitensi: Vincent Esposito (#7, quarterback) e Jason Haller (#3, runningback) hanno disputato regolarmente la stagione; per quanto riguarda il doppio-ruolo di wide receiver/defensive back, c'è stata una rotazione di giocatori a causa di problemi personali: Alfonso Jackson è stato sostituito da Lance Burns, che ha dovuto lasciare la squadra dopo le prime tre giornate, sostituito a sua volta da Frank Duong (#9).

### Roster
Fonte: sito ufficiale dei Warriors Bologna – Serie A – 2010